# Харверст
Харьковский станкостроительный завод (Харверст) — предприятие машиностроения Украины. Полное наименование — ПуАО «Харьковский станкостроительный завод» (ПуАО «Харверст»).

## История
Первую продукцию (радиально-сверлильные и шлифовальные станки) завод выпустил в 1933 году, ещё до окончания строительства.
Строительство завода было завершено в 1935 году.
29 января 1936 года Народный комиссариат тяжёлой промышленности СССР утвердил акт приёма завода и ХСЗ был введён в эксплуатацию.
На полную производственную мощность завод вышел в 1936 году.
После окончания Великой Отечественной войны завод был реконструирован.
В 1956 году при заводе начал работу вечерний станкостроительный техникум (только за первые 23 года деятельности подготовивший свыше 1000 квалифицированных рабочих).
В 1964 году завод получил новое наименование — Харьковский станкостроительный завод имени С. В. Косиора.
В 1971 году завод был награждён орденом Октябрьской революции. В ходе 9-й пятилетки завод освоил выпуск нескольких новых моделей станков с числовым программным управлением.
В 1975 году завод стал головным предприятием Харьковского станкостроительного производственного объединения.
В 1983 году завод освоил серийное производство модернизированных круглошлифовальных станков с числовым программным управлением.
К началу 1986 года завод освоил производство роботизированных комплексов. К этому времени за достижения в трудовой деятельности 150 работников завода были награждены орденами и медалями, один рабочий (токарь-расточник П. И. Хухрянский) стал Героем Социалистического Труда.
В 2001 году индустриальная группа УПЭК купила 60,14 % акций ОАО «Харверст», после чего завод вошёл в состав группы УПЭК. В марте 2004 года через компанию-посредника УПЭК купила последние государственные 28,66 % акций ОАО «Харверст».
2003 год завод закончил с убытком 0,73 млн гривен, хотя чистый доход предприятия по сравнению с 2002 годом увеличился на 24,65 % (до 15,036 млн гривен).
В 2006 году на предприятии была внедрена система менеджмента качества, соответствующая требованиям международного стандарта ISO 9001.
В 2007 году завод впервые за несколько лет вышел на прибыльную работу: чистый доход от реализации продукции возрос на 32,6 % по сравнению с 2006 годом, чистая прибыль составила 44 тыс. гривен.
В 2008 году завод получил чистый доход в размере 18,7 млн гривен (на 18 % ниже соответствующего показателя 2007 года) и завершил 2008 год с убытком в размере 8,966 млн гривен. Численность работников завода в течение 2008 года была сокращена на 78 человек (и к 1 января 2009 года составила 477 человек).
Осенью 2008 года руководством УПЭК было принято решение о начале работ по комплексной автоматизации процессов конструкторско-технологической подготовки производства на предприятиях УПЭК. В дальнейшем, в 2008—2010 гг. на заводе была внедрена комплексная система автоматизации конструкторско-технологической подготовки и компьютерного сопровождения машиностроительного производства «КСА-2008». Проект КСА реализован на базе интегрированных CAD/CAM/PLM-решений и программных продуктов платформы Pro/ENGINEER—Windchill компании РТС (США). Также начал работать уникальный комплекс технологической подготовки производства на базе систем Windchill MPMLink и ВЕРТИКАЛЬ компании АСКОН (Россия).
В конце декабря 2009 года завод ввёл в эксплуатацию высокотехнологическое механообрабатывающее оборудование немецкого производства стоимостью около 2 млн евро (два токарно-фрезерных станка фирмы Monforts, три вертикально-фрезерных обрабатывающих центра Chiron и один плоскошлифовальный прецизионный станок высокой точности компании Blohm).
В 2011 году ОАО было преобразовано в публичное акционерное общество.
2011 год завод завершил с убытком в размере 10,9 млн гривен.
2012 год завод завершил с прибылью в размере 0,94 млн гривен.
К началу августа 2015 года заводом было выпущено более 90 тысяч станков шестисот различных моделей, многие из которых были уникальны и выпускались только на Харьковском станкозаводе. В их числе станки для шлифовки особо крупных подшипников, станки для шлифования спинок лопаток турбин большой мощности, станки для шлифования валов бумагоделательных машин, вальцешлифовальные станки для шлифовки валков прокатных станов и др. Каждый год завод осваивал производство новых типов станков (до 10-15 новых моделей в год).
По состоянию на начало 2016 года в связи со снижением платежеспособного спроса на новые станки завод переориентировал производство на ремонт ранее изготовленных станков и выпуск бытовых замков.

### Специализация
Предприятие специализируется на выпуске широкой гаммы круглошлифовальных станков:
- вальцешлифовальные станки
- тяжёлые круглошлифовальные станки
- спец. торцекруглошлифовальные и круглошлифовальные автоматы и полуавтоматы с ЧПУ
- полуавтоматы с ЧПУ по обработке кулачков распределительных валов
- полуавтоматы с ЧПУ по обработке шеек коленчатых валов
- специальные полуавтоматы с ЧПУ для обработки дорожек цапф лап буровых долот
- спец. круглошлифовальные автоматы для обработки колец подшипников
- универсальные круглошлифовальные полуавтоматы и другие специальные круглошлифовальные станки

Уникальность завода определяется широтой номенклатуры и технической сложностью выпускаемого оборудования. Станки Харьковского станкостроительного завода позволяют производить шлифование деталей в широчайшем диапазоне габаритных и весовых характеристик: от миниатюрных, массой в несколько грамм, до гигантских, диаметром до двух метров, длиной до шестнадцати и массой до 125 тонн с микронной точностью.
Продукция завода используется практически всеми предприятиями общего машиностроения, в судостроении и автомобилестроении, в трубной и бумажной промышленности, оружейном производстве, двигателестроении, судостроении, тракторостроении, подшипниковой промышленности.
Одним из основных заказчиков шлифовального оборудования постоянно выступает металлургическая отрасль. Харьковскими вальцешлифовальными станками (для обработки валков листопрокатных станов) оснащены все металлургические предприятия и заводы тяжёлого машиностроения СНГ.

### Производство
Предприятие располагает полным циклом производства деталей и узлов для комплектации своей продукции. Имеющийся парк уникального производственного оборудования позволяет выполнять литье сложных станочных корпусных деталей, изготавливать стальные поковки весом до 150 кг, вести термическую и гальваническую обработку для обеспечения требований по механической прочности и рабочей долговечности деталей. 

Механообработка и последующая сборка узлов и наладка механизмов изготавливаемых станков производится высококвалифицированным персоналом рабочих и инженерных работников завода.
Точность изготовления деталей и проводимой сборки непрерывно контролируется службой качества и сертификации продукции.
Имеется собственное мощное подразделение, которое занимается разработкой управляющих программ для станков с ЧПУ и технологической подготовки производства. Системы ЧПУ, привода, электроавтоматика и т. п. закупаются у ведущих мировых поставщиков: Siemens; Mitsubishi, Shmidt, Buluff, Marposs и др.
Разработкой и совершенствованием продукции занимается Инженерный центр «Опытно-конструкторское бюро шлифовальных станков» (ОКБ ШС)

## Государственные награды
- орден Октябрьской революции (1971)[1]